# Rhipidia (Rhipidia) domestica
Rhipidia (Rhipidia) domestica is een tweevleugelige uit de familie steltmuggen (Limoniidae). De soort komt voor in het Nearctisch en Neotropisch gebied.